# Llibertat científica
La llibertat científica és la idea de la llibertat (en el sentit de llibertat de pensament i llibertat de premsa), aplicada a la ciència natural, en particular a les pràctiques del discurs i la investigació científica, també en el sentit de la publicació.
Aquest ideal és promogut per moltes organitzacions de científics i és l'article 15.3 del Pacte Internacional dels Drets Econòmics, Socials i Culturals.
Una defensa clàssica d'aquesta idea es troba en el llibre de Michael Polanyi, Personal Knowledge (1958). En ell, Polanyi criticava el punt de vista comú que el mètode científic és purament objectiu i genera coneixement objectiu. El llibre sosté que els científics fan i han de seguir les passions personals en la valoració dels fets i la determinació de les qüestions científiques a investigar, concloent que l'estructura de llibertat és essencial per a l'avanç de la ciència i el lliure exercici de la ciència per si mateix és un requisit previ per a la producció de coneixement a través de la revisió i el mètode científic Polanyi va ser cofundador de la Society for Freedom in Science.